# Undina (planetka)
(92) Undina je planetka nacházející se v hlavním pásu asteroidů. Její průměr činí asi 126 km. Byla objevena 7. července 1867 německo-americkým astronomem C. H. F. Petersem.